# Tusimayusurika tusimucedea
Tusimayusurika tusimucedea är en tvåvingeart som beskrevs av Sasa och Suzuki 1999. Tusimayusurika tusimucedea ingår i släktet Tusimayusurika och familjen fjädermyggor. Inga underarter finns listade i Catalogue of Life.